# Andrena aino
Andrena aino is een vliesvleugelig insect uit de familie Andrenidae. De wetenschappelijke naam van de soort is voor het eerst geldig gepubliceerd in 1987 door Tadauchi, Hirashima & Matsumura.